# Casey Mears

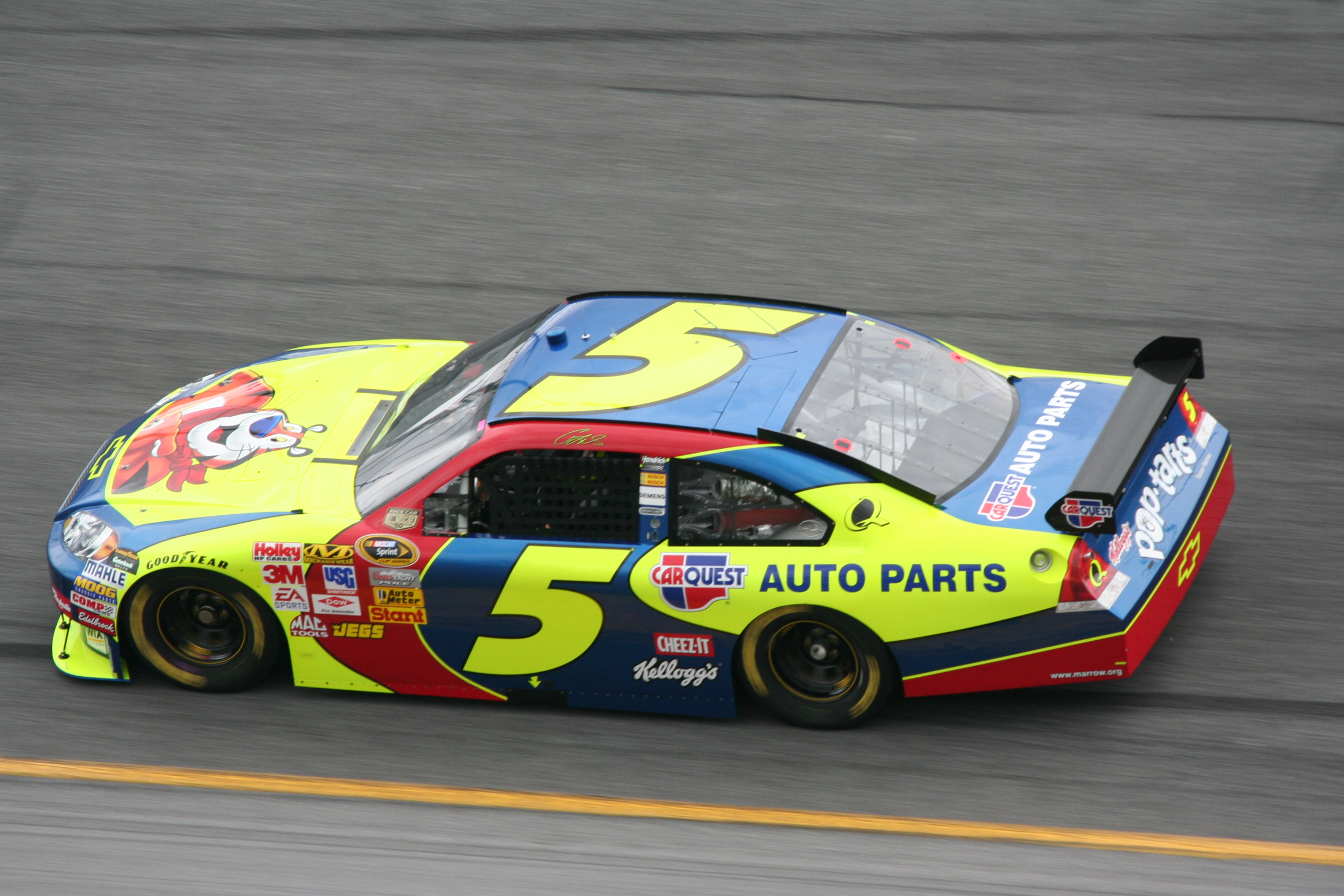
Mears' Dodge Charger uit 2008

Casey Mears (Bakersfield (Californië), 12 maart 1978) is een Amerikaans autocoureur die actief is in de NASCAR Sprint Cup en de Nationwide Series. Hij is de zoon van voormalig coureur Roger Mears en de neef van viervoudig Indianapolis 500-winnaar Rick Mears.

## Carrière
Mears startte in 1996 in de Indy Lights. In 1999 eindigde hij vier keer op het podium en werd hij vicekampioen. In 2000 reed hij het laatste seizoen in deze raceklasse en won hij de race op het stratencircuit van Houston, zijn enige overwinning. Hij werd derde dat jaar in de eindstand. In de periode 2000-2001 reed hij vijf races in de Champ Car en drie races in de Indy Racing League. Zijn beste resultaat was een vierde plaats in de Champ Car-race op de California Speedway in 2000.
In 2001 maakte hij de overstap naar de Busch Series, de huidige Nationwide Series. Hij won tot nog toe één race in deze raceklasse, op de Chicagoland Speedway in 2006. In 2003 debuteerde hij in de Winston Cup, de huidige Sprint Cup en hoogste klasse in de NASCAR. In 2007 won hij de Coca-Cola 600 op de Charlotte Motor Speedway. In 2010 is hij aan de slag in de Sprint Cup met het team Tommy Baldwin Racing.

## Resultaten in de NASCAR Sprint Cup
Sprint Cup resultaten (aantal gereden races, polepositions, gewonnen races en positie in het kampioenschap)
| Jaar | Races | Polepositions | Overwinningen | Kampioenschap |
| ---- | ----- | ------------- | ------------- | ------------- |
| 2003 | 36    | 0             | 0             | 35e           |
| 2004 | 36    | 2             | 0             | 22e           |
| 2005 | 36    | 0             | 0             | 22e           |
| 2006 | 36    | 0             | 0             | 14e           |
| 2007 | 36    | 1             | 1             | 15e           |
| 2008 | 36    | 0             | 0             | 20e           |
| 2009 | 36    | 0             | 0             | 21e           |
| 2010 | 21    | 0             | 0             | 36e           |
| 2011 | 35    | 0             | 0             | 31e           |
| 2012 | 36    | 0             | 0             | 29e           |
| 2013 | 36    | 0             | 0             | 24e           |